# Afgunst (thriller)
Afgunst is een roman van Saskia Noort uit 2007.  Het boek verscheen ter  gelegenheid van de Maand van het Spannende Boek (2007) met als thema "Crime passionnel".

## Hoofdpersonen
- Susan van Doorn. Een 35-jarige schrijfster die getrouwd is met Dave. Samen hebben ze een dochter Doris en een zoon Max.
- Ernst Scholten. Hij woonde tot 15 jaren geleden 4 jaar met Susan samen totdat zij bij hem wegliep. Ze wilden allebei beroemde schrijvers worden. Ernst lijdt aan terminale pancreaskanker.
- Thom een beroemde televisiejournalist. Hij heeft in het geheim een verhouding met Susan.

Thom vertelt de proloog en daarna vertellen Susan en Ernst om en om een hoofdstuk. Thom sluit af met een e-mail aan Susan.

## Samenvatting
Aan de vooravond van de derde verjaardag van zoon Max, geeft Susan ’s avonds een lezing in de bibliotheek van Noord-Scharwoude. Ze wordt na de lezing ontvoerd door Ernst, die het plan daartoe goed heeft voorbereid. Susan moet een losgeldvideo inspreken, die Ernst naar Thom verstuurt. Vervolgens ontrolt zich een kat-en-muisspel tussen Ernst en Susan waarbij Ernst Susan haar linkerwijsvinger amputeert. Susan ontsnapt en Ernst achtervolgt haar. Na een korte autorit waarin Susan moet rijden en de hellingproef keer op keer bewust laat mislukken, raakt de auto in brand. Twee jonge politieagenten vinden Susan en Ernst en vinden beiden verdacht. Echtgenoot Dave is in alle staten. Op de laatste twee pagina’s legt Thom uit in een e-mail aan Susan dat zijn mobiel juist die avond in de Amsterdamse gracht is gevallen, voordat hij de losgeldvideo had kunnen zien.

## Motto Ernst
“Ze is het symbool van mijn mislukking.”